# 韦尔申德
韦尔申德，是匈牙利巴兰尼亚州所辖的一个村。总面积14.13平方公里，总人口930，人口密度65.8人/平方公里（2011年1月1日）。